# Halbbild
Der Begriff Halbbild wird in der Video- und Fernsehtechnik ebenso wie in der Stereoskopie verwendet. Er soll die Unvollkommenheit eines einzelnen Halbbildes versinnbildlichen. Nur in paarweise vorliegender Gemeinsamkeit von Halbbildern ergeben sich die gewünschten sichtbaren Bilder.

## Halbbild in der Fernseh- und Videotechnik

Prinzip des Zeilensprungverfahrens

Um bei klassischen (nicht hochauflösenden) Fernsehsignalen den Eindruck flüssiger Bewegungsabläufe zu vermitteln, ohne für die Übertragung eine allzu hohe Bandbreite zu benötigen, wird das Signal – je nach nationaler Fernsehnorm – in 25 oder ca. 30 Bilder/Sekunde aufgeteilt, die wiederum noch in zwei Halbbilder (Odd/Even) unterteilt werden. Diese Halbbilder werden auch Fields genannt.
Abhängig von der Videoquelle (unkomprimiert oder MPG-kodiert) wird entweder 
1. das erste Halbbild aus den geraden (Even- oder Bottom-Field) und das zweite Field aus den ungeraden Zeilen (Odd- oder Top-Field) gebildet (unkomprimiert)
oder

2. das erste Halbbild aus den ungeraden (Odd- oder Top-Field) und das zweite Field aus den geraden Zeilen (Even- oder Bottom-Field) gebildet (MPG).
In dieser Grafik wird ein Vollbild aus zwei Halbbildern aufgebaut, wobei das erste Halbbild blau und das zweite gelb dargestellt ist.
Diese Technik wird derzeit noch bei vielen Video- und Fernsehformaten angewandt. 
Bei der Wiedergabe von Filmen mit Halbbildtechnik entstehen auf einem Schirm ohne zusätzlichen Filter sichtbare Linien. Auf einem Fernsehgerät entstehen diese nicht, da die Linien ineinander übergehen.
Dieses Verfahren heißt Zeilensprungverfahren (engl. interlace).

## Stereoskopisches Halbbild
Stereoskopisches (räumliches) Sehen ist nur mit zwei Augen möglich. Um mit einer stereoskopischen Fotografie einen räumlichen Eindruck erzeugen zu können, muss für jedes Auge ein im Augenabstand aufgenommenes Bild (Halbbild) vorhanden sein. Diese beiden Bilder müssen getrennt je einem Auge dargeboten werden, damit der räumliche Eindruck entstehen kann. Zur Trennung werden verschiedene Verfahren angewandt, wie 3D-Brillen oder Linsenraster.